# Прунет
Прунет (рум. Prunet) — село у повіті Долж в Румунії. Входить до складу комуни Братовоєшть.
Село розташоване на відстані 176 км на захід від Бухареста, 20 км на південний схід від Крайови.

## Населення
За даними перепису населення 2002 року у селі проживали 658 осіб, усі — румуни. Усі жителі села рідною мовою назвали румунську.